# 路易·古茲曼
路易·古茲曼（英語：Luis Guzmán，1956年8月28日—），波多黎各男演員。出演過保羅·湯瑪斯·安德森電影《不羈夜》（1997年）、《心靈角落》（1999年）和《戀愛雞尾酒》（2002年），以及史蒂芬·索德柏電影《戰略高手》（1998年）、《辣手鐵漢》（1999年）和《毒品网络》（2000年）；其中憑藉《辣手鐵漢》入圍獨立精神獎最佳男配角。其他知名作品如電影《警察大亨》（1990年）、《小生當差》（1991年）、《情梟的黎明》（1993年）、《亡命快劫》（2009年）和《搶救基努貓》（2016年）。
在電視圈，古茲曼出演過《监狱风云》（1998年至2000年）、《毒梟》（2015年）、《黑色代碼》（2015年至2018年）、《无限恩典有限公司》（2019年）和《星期三》（2022年）。

## 早期生活
路易·古茲曼生於卡耶伊，在美國紐約市的格林尼治村和附近的下东区長大。母親羅莎（Rosa）是一名醫院工作人員，繼父班傑明·卡多納（Benjamin Cardona）是電視機修理工。古茲曼畢業於美利坚大学，不久後當起社會工作者並兼職演員，最終大量參與街頭戲劇和獨立電影。

## 個人生活
古茲曼居住在美國佛蒙特州薩頓。
在2016年美國總統選舉中，他是總統參選人伯尼·桑德斯的支持者。
2019年，古茲曼接受MSNBC對於羅塞略Telegram醜聞的採訪，認為「瑞奇必須下台」，波多黎各的腐敗是他希望得到解決的主要問題。

## 外部連結
- 路易·古茲曼在互联网电影资料库（IMDb）上的資料（英文）